# Cinangka (onderdistrict)
Cinangka is een onderdistrict in de huidige provincie Banten in het westen van Java, Indonesië.

## Onderverdeling
Cinanka omvat de dorpen Bantarwangi · Bantarwaru · Bulakan · Cikolelet · Cinangka · Kamasan · Karangsuraga · Kubangbaros · Mekarsari · Pasauran · Rancasanggal · Sindanglaya · Umbultanjung.